# Anteromorpha frequens
Anteromorpha frequens är en stekelart som först beskrevs av Hermann Priesner 1951.  Anteromorpha frequens ingår i släktet Anteromorpha och familjen Scelionidae. Inga underarter finns listade i Catalogue of Life.